# Bibio longirostris
Bibio longirostris är en tvåvingeart som beskrevs av Camillo Rondani 1863. Bibio longirostris ingår i släktet Bibio och familjen hårmyggor. Inga underarter finns listade i Catalogue of Life.